# Gudino
Gudino es un despoblado español del municipio de Doñinos de Ledesma, perteneciente a la provincia de Salamanca, en la comunidad autónoma de Castilla y León.

## Historia
Hacia mediados del siglo XIX, el lugar, referido por entonces como una alquería ya perteneciente a Doñinos, tenía contabilizada una población de seis habitantes. Aparece descrito en el noveno volumen del Diccionario geográfico-estadístico-histórico de España y sus posesiones de Ultramar de Pascual Madoz con las siguientes palabras:

GUDINO: alq. agregada al ayunt. de Doñinos (1/2 leg.), en la prov. de Salamanca (6), part. jud. de Ledesma (1): sit. al N. de la cap. de la prov., con clima frio y libre ventilacion. Confina al N. con Zafroncino; E. Villarmayor; S. Tozas, y O. Zafron. El terreno es de mediana calidad y prod. centeno, poco trigo y mucha bellota por hallarse todo el térm. poblado de encina; hay ganado vacuno, lanar y de cerda, y caza de liebres, conejos y perdices. pobl.: 1 vec., 6 alm. Contribuye con su ayuntamiento.
(Madoz, 1847, p. 59)

En 2022, no tenía empadronado ningún habitante.